# The Number Ones
The Number Ones è una compilation dei Beatles pubblicata dalla EMI in Australia nel 1983. È una versione alternativa dell'album 20 Greatest Hits, al quale aggiunge un EP di 3 tracce. La versione in cassetta invece include l'EP.

## Tracce
Tutte le tracce sono state scritte da John Lennon e Paul McCartney, eccetto Something e Roll Over Beethoven, scritte rispettivamente da George Harrison e da Chuck Berry.

### LP
Lato A
1. I Want to Hold Your Hand - 2:24
2. I Saw Her Standing There - 2:55
3. Can't Buy Me Love - 2:11
4. A Hard Day's Night - 2:33
5. I Should Have Know Better - 2:44
6. Ticket to Ride - 3:10
7. Help! - 2:18
8. We Can Work It Out - 2:15
9. Nowhere Man - 2:44
10. Yellow Submarine - 2:38
11. Penny Lane - 2:59

Lato B
1. All You Need Is Love - 3:47
2. Hello Goodbye - 3:27
3. Lady Madonna - 2:16
4. Hey Jude - 7:04
5. Ob-La-Di, Ob-La-Da - 3:07
6. Get Back - 3:12
7. The Ballad of John and Yoko - 2:59
8. Something - 3:01
9. Let It Be - 3:50

### EP
Lato A
1. Love Me Do - 2:50

Lato B
1. I Feel Fine - 2:18
2. Roll Over Beethoven  - 2:30

## Formazione
The Beatles
- John Lennon: voce a I Want to Hold Your Hand, A Hard Day's Night, I Should Have Know Better, Ticket to Ride, Help!, Nowhere Man, All You Need Is Love, seconda voce a I Saw Her Standing There, We Can Work It Out e Yellow Submarine, cori, chitarra ritmica, armonium a We Can Work It Out, chitarra acustica a Yellow Submarine, pianoforte a Ob-La-Di, Ob-La-Da, basso elettrico a Let It Be, chitarra solista a Get Back e The Ballad of John and Yoko, armonica a bocca a Love Me Do e I Should Have Know Better, banjo e clavicembalo a All You Need Is Love, organo ad Hello Goodbye, percussioni
- Paul McCartney: voce a I Want to Hold Your Hand, I Saw Her Standing There, Can't Buy Me Love, We Can Work It Out, Penny Lane, Hello Goodbye, Lady Madonna, Hey Jude, Ob-La-Di, Ob-La-Da, Get Back e Let It Be, cori, basso elettrico, pianoforte a Penny Lane ed Hey Jude, contrabbasso a All You Need Is Love, percussioni
- George Harrison: voce a Something e Roll Over Beethoven, cori, chitarra solista, chitarra ritmica a Get Back, chitarra acustica, violino a All You Need Is Love, percussioni
- Ringo Starr: voce a Yellow Submarine, batteria, percussioni

Altri musicisti
- George Martin: pianoforte a A Hard Day's Night, All You Need Is Love e Penny Lane, cori a Yellow Submarine, arrangiamenti delle orchestre
- Andy White: batteria a Love Me Do
- Mal Evans: grancassa e cori a Yellow Submarine
- Musicisti non accreditati: 12 violini, 4 viole, 4 violoncelli e un contrabbasso a Something, cori a All You Need Is Love, 10 violini, 3 viole, 3 violoncelli, 2 contrabbassi, 2 flauti traverso, 2 clarinetti, un clarinetto basso, un fagotto, un controfagotto, 4 trombe, 2 corni francesi, 4 tromboni, una percussione, cori e battimani a All You Need Is Love, 4 violoncelli, 2 trombe, 2 tromboni e un sassofono a Let It Be
- Neil Aspinall, Geoff Emerick, Pattie Boyd, Brian Jones, Marianne Faithfull e Alf Bicknell: cori a Yellow Submarine
- Sidney Sax, Patrick Halling, Eric Bowie, Jack Holmes: violino ad All You Need Is Love
- Rex Morris, Don Honeywill: sassofoni a All You Need Is Love
- Stanley Wood: tromba a All You Need Is Love
- David Mason: tromba a All You Need Is Love e Penny Lane
- Harry Spain, Evan Watkins: trombone a All You Need Is Love
- Jack Emblow: fisarmonica a All You Need Is Love
- Mick Jagger, Keith Richards, Marianne Faithfull, Jane Asher, Mike McCartney, Patty Boyd, Graham Nash, Keith Moon, Hunter Davies e Gary Leeds: cori a All You Need Is Love
- Ronnie Scott, Bill Powey, Harry Klein, Bill Jackman: sassofoni a Lady Madonna
- Kenneth Essex e Leo Birnbaum: viole a Hello Goodbye
- Billy Preston: piano elettrico a Get Back, organo a Let It Be
- Linda Eastman: cori a Let It Be
- Ray Swinfield, P. Goody: flauto traverso e ottavino a Penny Lane
- Manny Winters, Dennis Walton: flauto traverso a Penny Lane
- Leon Calvert: tromba e flicorno a Penny Lane
- Freddy Clayon, Bert Courtley, Duncan Campbell: tromba a Penny Lane
- Dick Morgan: oboe, corno inglese a Penny Lane
- Frank Clarke: contrabbasso[1]